# Будинское сельское поселение
Бу́динское се́льское поселе́ние — упразднённое муниципальное образование в составе Бельского района Тверской области, существовавшее в 2005 — 2022 годах.
Центр поселения — деревня Будино.

## Географические данные
- Общая площадь: 336,3 км²
- Нахождение: южная часть Бельского района, на границе со Смоленской областью — самая южная точка Тверской области.
  - Граничит:
    - на севере — с Пригородным СП и городом Белый
    - на востоке — с Кавельщинским СП
    - на юге — со Смоленской областью, Холм-Жирковский район
    - на юго-западе — с Демяховским СП

Реки большей части поселения принадлежат бассейну реки Западная Двина, на юге небольшая часть (Пожарна, Черновка, Кокошь) — к бассейну Днепра.
Поселение пересекает автодорога — Р136 «Лисичино — Духовщина — Белый — Нелидово», соединяющая Смоленскую и Тверскую области.

## Население
| 2010 | 2011 | 2012 | 2013 | 2014 | 2015 | 2016 |
| ---- | ---- | ---- | ---- | ---- | ---- | ---- |
| 373  | ↘370 | ↘358 | ↘351 | ↘345 | ↘331 | ↘320 |
| 2017 | 2018 | 2019 | 2020 | 2021 |      |      |
| ↘303 | ↘301 | ↘297 | ↘288 | ↗313 |      |      |

По переписи 2002 года — 415 человек (200 мужчин и 215 женщин), на 01.01.2008 — 377 человек.

## Населенные пункты
На территории поселения находятся 12 населённых пунктов:
| №  | Населённый пункт | Тип     | Население |
| -- | ---------------- | ------- | --------- |
| 1  | Будино           | деревня | ↗320      |
| 2  | Влазнево         | деревня | 1         |
| 3  | Дубровка         | деревня | 0         |
| 4  | Емельяново       | деревня | 0         |
| 5  | Клемятино        | деревня | 29        |
| 6  | Кузьмино         | деревня | 0         |
| 7  | Морозово         | деревня | 20        |
| 8  | Петрушино        | деревня | 0         |
| 9  | Плоское          | деревня | →0        |
| 10 | Самсоновка       | деревня | 0         |
| 11 | Сверкуны         | деревня | 0         |
| 12 | Черепы 2-е       | деревня | 0         |

## История
В 12-14 веках территория поселения входила в Смоленское великое княжество. С 1355 года находится в составе Великого княжества Литовского, после окончательного присоединении к Русскому государству в 1654 году, в Смоленском воеводстве.

С XVIII века территория поселения относилась:
- в 1708—1719 к Смоленской губернии
- в 1719—1726 к Смоленской провинции Рижской губернии
- в 1726—1776 к Смоленской губернии
- в 1776—1796 к Смоленскому наместничеству
- в 1796—1929 к Смоленской губернии, Бельский уезд
- в 1929—1937 к Западной области, Бельский район
- в 1937—1944 к Смоленской области, Бельский район
- в 1944—1957 к Великолукской области, Бельский район
- в 1957—1963 к Калининской области, Бельский район
- в 1963—1965 к Калининской области, Нелидовский район
- в 1965—1990 к Калининской области, Бельский район
- с 1990 к Тверской области, Бельский район.

Будинское сельское поселение образовано в 2005 году, включило в себя территорию Будинского сельского округа.
Законом Тверской области от 7 апреля 2022 года № 8-ЗО муниципальное образование было упразднено с включением всех населённых пунктов в состав Бельского муниципального округа.

## Воинские захоронения
В деревне Плоское установлен мемориал павшим воинам-сибирякам 6-го стрелкового Сибирского добровольческого корпуса, 17-й гвардейской Красноярской стрелковой дивизии и 19-й механизированной бригады, сражавшимся здесь («Долина Смерти») осенью — зимой 1942 года. Захоронение 12,5 тысяч советских воинов.